# Козеано
Козеано је насеље у Италији у округу Удине, региону Фурланија-Јулијска крајина.
Према процени из 2011. у насељу је живело 771 становника. Насеље се налази на надморској висини од 117 м.

## Становништво
| 1951. | 1961. | 1971. | 1981. | 1991. | 2001. | 2011. |
| ----- | ----- | ----- | ----- | ----- | ----- | ----- |
| 2.836 | 2.524 | 2.442 | 2.351 | 2.205 | 2.214 | 2.247 |